# Pambre (Lugo)
Pambre (llamada oficialmente San Pedro de Pambre) es una parroquia y una aldea española del municipio de Palas de Rey, en la provincia de Lugo, Galicia.

## Organización territorial
La parroquia está formada por dos entidades de población, constando una de ellas en el nomenclátor del Instituto Nacional de Estadística español:
- A Torre
- Pambre

## Demografía
Gráfica demográfica de la aldea y parroquia de Pambre según el INE español:
| Gráfica de evolución demográfica de Pambre entre 2000 y 2020 |
|                                                              |
| Datos según el nomenclátor publicado por el INE.             |